# Fajã da Pelada
A fajã da Pelada situa-se entre a fajã de Entre Poios e a fajã do Cerrado das Silvas.
Chegou a ter mais de doze adegas com lagar próprio, no interior ou no exterior. Duas destas casas tinham forno, um dos quais ainda existe.
muitas pessoas viviam a maior parte do ano aqui. Enquanto outras só desciam à fajá nos meses de Janeiro, Fevereiro e Março, e desciam à fajã para cavar a terra e podar a vinha. Esta fajã é produtora de vinho, couve, batata, milho, mogango, pepino e inhame. Também havia abundância de banana, figo e araçá. Como muitas outras com o terramoto de 1980 e também o envelhecimento da população esta bela fajã entrou em decadência e actualmente praticamente apenas se cultivar alhos e batatas.
A fajã Pelada tem duas ribeiras; uma está seca, mas a Ribeira da Pelada ainda corre forte mantendo o caudal todo o ano.
Na baía desta fajã, a qual se chama “Calhau Miúdo”, costuma-se pescar e apanhar muita lapa, que nesta fajã são sempre de grande porte.
Muitas pessoas deslocavam-se das localidades próximas apenas para esse fim. Iam pessoas de Santo Amaro, Toledo (Velas), Rosais e Beira. Apanha-se ainda a moreia, o moreão, a salema, a tainha e muitas vejas, tudo isto de cima das pedras, com um caniço.
As aves mais frequentemente avistadas nesta fajã são: o cagarro, a gaivota, a pomba e o melro.
São três as fontes permanentes de onde brota água para esta fajã.
Para se chegar a esta fajã entra-se pelo Terreiro da Macela, na localidade da Beira (Velas). Desce-se quatro pastagens e um atalho escavado na rocha que, em cerca de 30 minutos leva até lá.
Esta fajã é muito produtiva em vinho, batata e outros produtos de horticultura. Tem algumas adegas e antigas palhotas para as vindimas.